# Länge (Berg)
Die Länge ist ein 921,2 m ü. NHN hoher, bewaldeter Höhenzug in Baden-Württemberg. Er erhebt sich südwestlich der Gemeinde Geisingen bzw. nordöstlich der Gemeinde Blumberg und liegt jeweils etwa zur Hälfte im Schwarzwald-Baar-Kreis und im Landkreis Tuttlingen. Nordwestlich vorgelagert liegt der Fürstenberg. Auf dem nordwestlichen Teil der Länge steht seit 1976 der Sender Donaueschingen. Der höchste Punkt des großen Gipfelplateaus liegt etwa 900 Meter südöstlich dieses Fernmeldeturms.